# Microsoft Blend
Microsoft Blend (dawniej Microsoft Expression Blend) – narzędzie do projektowania interfejsu użytkownika opracowane i sprzedawane przez firmę Microsoft do tworzenia graficznych interfejsów dla aplikacji internetowych i desktopowych. Jest to interaktywny, front-endowy edytor do projektowania interfejsów opartych na XAML dla Windows Presentation Foundation oraz Silverlight.
Blend wspiera WPF z zaawansowaną typografią OpenType oraz ClearType, oparte na wektorach 2D oraz 3D, z akceleracją sprzętową DirectX.

## Historia
Nazwą kodową Microsoft Blend było Sparke, a produkt, który pierwotnie zapowiedziano pod kryptonimem Microsoft Expression Interactive Designer, zmienił nazwę na Expression Blend w grudniu 2006.
24 stycznia 2007 roku Microsoft udostępnił pierwszą publiczną wersję Expression Blend do pobrania za darmo na swojej stronie internetowej. Ostateczna wersja została wydana 30 kwietnia 2007. Service Pack 1 został opublikowany w listopadzie 2007 roku. Blend wymaga .NET Framework 3.0. Microsoft Blend wraz z Microsoft Expression Web są dostępne jako część subskrypcji Premium MSDN.
W 2012 roku zmieniono nazwę na „Blend for Visual Studio 2012”. Program jest wydawany z oprogramowaniem Visual Studio.

## Historia wydań
| Wydanie | Data wydania | Podsumowanie |
| ------- | ------------ | --- |
| 2       | 28.04.2008   | wsparcie Silverlight; w wersji 2.0 obsługiwane było tylko Silverlight 1.0; Microsoft zaplanował wersję Blend 2.5 dla aplikacji Silverlight 2.0, jednak możliwość obsługi Silverlight 2.0 została dodana do Service Pack 1 |
| 3       | 22.07.2009   | wsparcie dla plików PSD oraz AI, SketchFlow; wsparcie TFS i wielu innych istotnych usprawnień |
| 4       | 07.06.2010   | wsparcie dla Silverlight 4 oraz WPF 4. Inne ulepszenia: biblioteka kształtów, poprawiono obsługę plików Photoshop, dodano efekty cieniowania pikseli, efekty przejścia, wsparcie dla projektów Windows Phone 7            |
| 2012    | 15.08.2012   | zmieniono nazwę na „Blend for Visual Studio 2012”. Wydany został wraz z systemem Windows 8 oraz Visual Studio 2012 RTM. Obejmuje wsparcie dla wersji WPF 3.5, 4.0, 4.5 oraz Silverlight 4.0, 5.0, SketchFlow              |
| 2013    | 17.10.2013   | Wydanie najnowszej wersji wraz z Visual Studio 2013 RTM |
| 2015    | 20.07.2015   | Wydanie najnowszej wersji wraz z Visual Studio 2015 RTM |